# Trei culori: Roșu
Trei culori: Roșu (în poloneză: Trzy kolory. Czerwony, în franceză: Trois couleurs: Rouge) este un film polonez romantic de mister din 1994 regizat de Krzysztof Kieślowski. Rolurile principale au fost interpretate de actorii Irène Jacob, Jean-Louis Trintignant și Jean-Pierre Lorit. Este al treilea film din seria Trei culori.